# Roudouallec
Roudouallec (tiếng Breton: Roudoualleg) là một xã ở tỉnh Morbihan trong vùng Bretagne tây bắc Pháp. Xã này có diện tích 24,82 km², dân số năm 1999 là 700 người. Khu vực này có độ cao t 118-248 mét trên mực nước biển.
Cư dân của Roudouallec danh xưng trong tiếng Pháp là Roudouallecois.